# Threticus pyrenaicus
Threticus pyrenaicus är en tvåvingeart som beskrevs av Vaillant 1972. Threticus pyrenaicus ingår i släktet Threticus och familjen fjärilsmyggor. Inga underarter finns listade i Catalogue of Life.